# Séverine Lambour
Pour les articles homonymes, voir Lambour.
Séverine Lambour, née le 4 février 1976, est une scénariste et coloriste de bande dessinée française.

## Albums
- 3 ardoises (scénario), dessins Benoît Springer, Carabas, 2005[1]
- Allée des rosiers (scénario), dessins Laurent Houssin, Olivier Martin, Benoît Springer, Carabas, 2007[2],[3]
- La Promesse (couleurs), scénario Guillaume Pervieux, dessins Eddy Vaccaro, Éditions Carabas, 2007
- La Rebouteuse (scénario et couleurs), dessins Benoît Springer, Vents d'Ouest, 2009
- Les Carrés - Une enquête de Kazimir t. 2 Carré Rouge (couleurs), scénario Éric Adam, dessins Olivier Martin, Vents d'Ouest, 2009
- Cécile (scénario et couleurs), dessins Benoît Springer, La boîte à bulles, 2010
- On me l'a enlevée (scénario), dessins et couleurs Benoît Springer, Vents d'Ouest, 2010
- La Boussole (scénario et couleurs), dessins Benoît Springer, Quadrants, 2011
- La Petite souriante (couleurs), scénario Zidrou, dessins et couleurs Benoît Springer, Dupuis, 2018

## Albums jeunesse
- Le Trou carré (scénario), avec Kinga Bej, Carabas, 2007
- Je veux un chat (scénario), dessins Lionel Larchevêque, Carabas, 2016